# Franziskanerkloster Korbach
Das Franziskanerkloster Korbach  bestand als Kloster der Franziskaner-Observanten in der nordhessischen Stadt Korbach von 1487 bis 1566.

## Gründung
Das Kloster wurde 1487 durch die Grafen Philipp II. von Waldeck-Eisenberg, Heinrich VIII. von Waldeck-Wildungen und Otto IV. von Waldeck-Landau gegründet. Philipp bekundete diese Absicht in Anwesenheit Ottos und des Bruders Wilhelm von Amerforde, Provinzvikar der Kölnischen Ordensprovinz (Colonia) der Franziskaner, am 9. Juli 1487 in Korbach. Mit dem Bau der Klosterkirche begann man noch im gleichen Jahr.
Die Brüder der Kölnischen Ordensprovinz gehörten zur franziskanischen Observanzbewegung, die sich um eine strengere Auslegung der Ordensregel und des Armutsgelübdes bemühten. Aus den folgenden Jahren ist zur Geschichte des Klosters wenig überliefert, abgesehen von den Arbeiten des als Korbacher Franziskanermaler bekannten Altarkünstlers.

## Auflösung
Das Kloster bestand nicht lange, denn bereits im Jahre 1526 führten die Grafen Philipp IV. von Waldeck-Wildungen und Philipp III. von Waldeck-Eisenberg die Reformation in der Grafschaft Waldeck ein. Allerdings dauerte es noch erheblich länger als bei den meisten anderen waldeckischen Klöstern, bis auch dieses schließlich zu bestehen aufhörte. 1540 wurde der Guardian Antonius Attendorn aufgefordert, den lutherischen Katechismus zu predigen und lehren, aber er weigerte sich, und daraufhin drohten die Grafen 1541 die zwangsweise Einführung der Reformation im Kloster an. Erst 1543 wurden die Mitglieder des Konvents, nachdem sie wiederholt mit Ausflüchten eine Entscheidung hinausgezögert hatten, angesichts der landesherrlichen Bestimmtheit etwas nachgiebiger. Dennoch ließen die Grafen im März 1543 ein Inventar aller Wertgegenstände anfertigen, um einer Hinterziehung vorzubeugen. Im Mai 1543 wurde dem Guardian und den alten und schwachen Brüdern ein lebenslanger Unterhalt angeboten, aber die verbliebenen sechs Franziskaner und zwei Weltpriester leisteten weiterhin erbitterten und hinhaltenden Widerstand gegen die Auflösung ihres Klosters. Da ihnen andererseits das bevorstehende Ende klar war, schafften sie am 15. August 1546 auf Anordnung ihrer Oberen im Franziskanerkloster Hamm die wertvollsten Dinge heimlich aus der Stadt. 1547 wurde der Guardian Attendorn von seinen Ordensoberen in Hamm abberufen und durch einen streng katholischen Nachfolger ersetzt. Noch bis 1566 behauptete sich der Konvent in Korbach. Erst in diesem Jahr, nachdem der streitbare Guardian Kaspar Nagel eine schwere Auseinandersetzung mit den protestantischen Predigern und der Stadtgemeinde hatte, waren die Ordensmänner gezwungen, Kloster und Stadt zu verlassen.
Mehr als 60 Jahre später unternahm der Orden noch einmal einen Versuch, nach Korbach zurückzukehren. Im Januar 1628 schrieb Kaiser Ferdinand II. an die Grafen Wolrad IV. und Christian und teilte ihnen mit, dass der Orden beim Kaiser Klage erhoben und um Hilfe zur Wiedererlangung des Klosters in Korbach gebeten habe, und dass er die Rückgabe des Klosters und zumindest die Einsendung eines Berichts befehle. Die Grafen antworteten im März 1629, dass die Aufhebung des Klosters rechtens gewesen sei und dass man hoffe, der Kaiser werde es dabei belassen. Danach ist zu der Angelegenheit nichts mehr bekundet.

## Nachfolgenutzung
Die Klostergebäude, nach jahrelanger Vernachlässigung in schlechtem Zustand, wurden zunächst von der Stadt Korbach übernommen, die ihre Bürgerschule dorthin verlegte.
1577 gründeten Graf Wolrad II. und sein Sohn Josias I. von Waldeck-Eisenberg eine seit Jahren geplante humanistische Gelehrtenschule, in der die klassische, humanistische Bildung und die Sprachen Latein und Griechisch im Vordergrund standen. Diese wurde am 7. Mai 1579 in die Gebäude des ehemaligen Klosters verlegt und mit den Einkünften des nach der Säkularisation aufgehobenen Klosters Berich finanziell abgesichert.

## Zerstörung

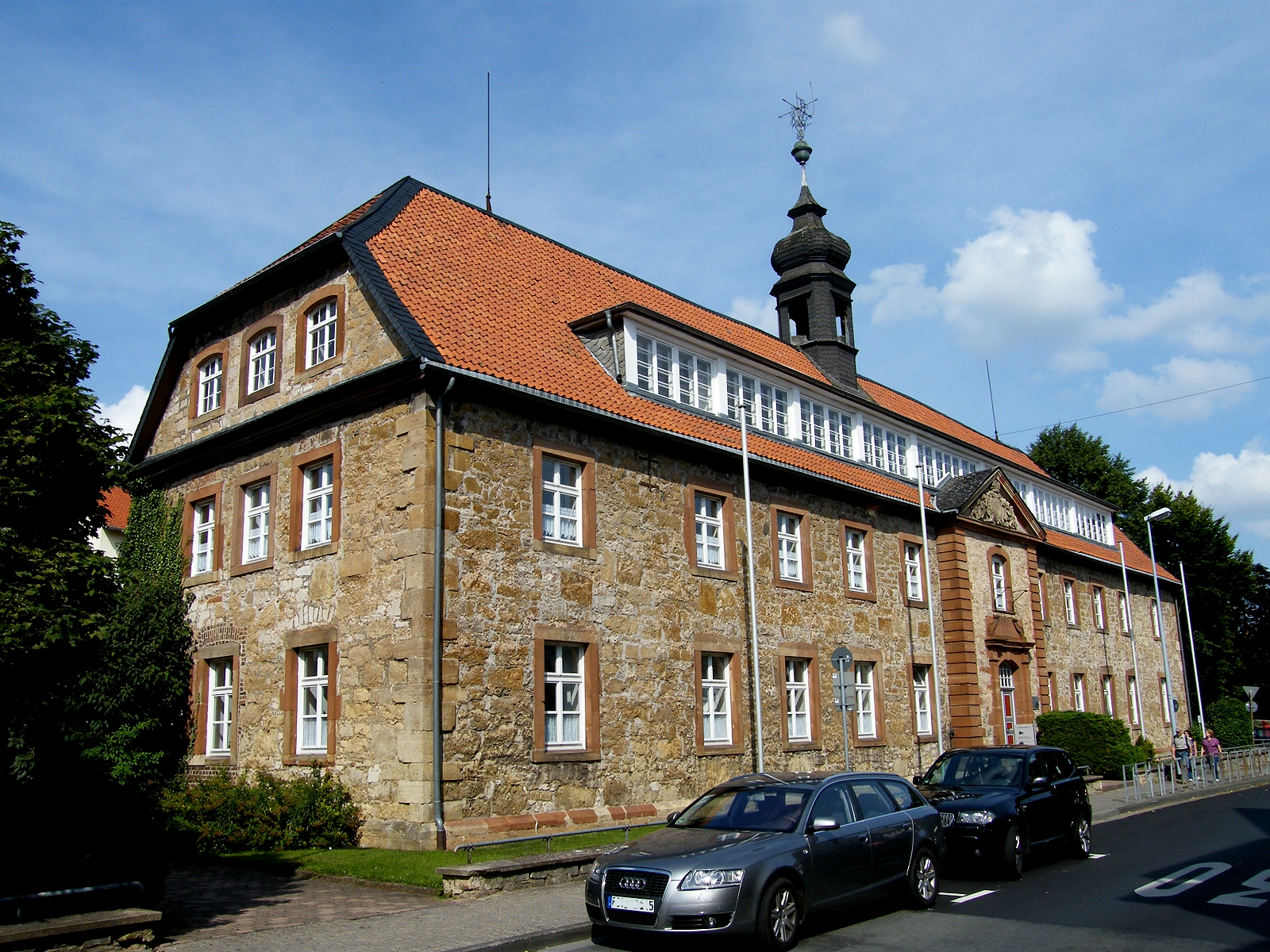
Ehemaliges Gebäude der Alten Landesschule an der Stelle des aufgehobenen Observantenklosters in der Klosterstraße

Das ehemalige Klostergebäude wurde im Juli 1760 während des Siebenjährigen Krieges weitgehend zerstört. Auf Betreiben des Fürsten Friedrich Karl August von Waldeck und Pyrmont wurde in den Jahren 1770 bis 1774 auf den Grundmauern der ehemaligen Klosterkirche ein längs der heutigen Klosterstraße stehendes neues Schulgebäude errichtet, das 1773 eingeweiht wurde und den Namen „Fridericianum“ erhielt. Das Gymnasium, das seit 1936 offiziell den Namen Alte Landesschule trägt, wurde 1971 in neue Gebäude in der Solinger Straße verlegt. In den 1955–1957 erweiterten Räumen an der Klosterstraße befinden sich heute die Kreisvolkshochschule und eine Abteilung der Beruflichen Schule.

## Überreste
Vom einstigen Klosterbau ist heute nur noch ein Rest des ehemaligen Kreuzganges erhalten: ein Brunnen, rechts und links von zwei Spitzbogen-Fenstern flankiert, und der Grabstein des Guardians Jacob Altena.
Mehrere Kunstwerke aus dem einstigen Kloster wurden bei dessen Auflösung in andere Kirchen verbracht:
- Der Flügelaltar von St. Nikolai in Korbach, ein Marienaltar, datiert 1518.
- Der Franziskusaltar in Nieder-Waroldern, datiert 1519.
- Der Kreuzigungsaltar der St.-Kilianskirche in Korbach, datiert 1527.

Der Name des Künstlers, ein Mönch aus dem Korbacher Kloster, der seine Werke mit einem ganzfigürlichen Selbstporträt in der Ordenstracht der Franziskaner signierte, ist nicht bekannt und er wird in der Fachliteratur daher als Korbacher Franziskanermaler bezeichnet.
Koordinaten: 51° 16′ 24,6″ N, 8° 52′ 24,2″ O